# Tarzan és Jane
A Tarzan és Jane (eredeti cím: Tarzan & Jane) a Walt Disney Pictures 2002-ben bemutatott amerikai 2D-s számítógépes animációs kalandfilm Steve Loter és Victor Cook rendezésében. A film a Tarzan legendája című televíziós animációs sorozata alapján készült. A főszereplők eredeti hangjait Michael T. Weiss és Olivia d’Abo kölcsönzi.
A videófilm a DisneyToon Studios, illetve a Disney Television Animation gyártásában készült és a Walt Disney Home Video forgalmazásában jelent meg. Az Amerikai Egyesült Államokban 2002. július 23-án adták ki DVD-n és VHS-en.

## Cselekmény
Közeleg Tarzan és Jane egyéves házassági évfordulója, ezért Jane az őserdőben próbál ajándékot találni férjének. Ebben segítségére siet Terk, a gorillalány és Tantor, az elefánt is. A keresés közben a trió felidézi korábbi kalandjaikat.
Eközben Tarzan is nagy meglepetéssel készül.

## Szereplők
| Szerep                                     | Eredeti hang        | Magyar hang (archívumban)[forrás?] |
| ------------------------------------------ | ------------------- | ---------------------------------- |
| Tarzan                                     | Michael T. Weiss    | Reisenbüchler Sándor               |
| Jane Porter                                | Olivia d’Abo        | Kiss Eszter                        |
| Terk, gorillalány                          | April Winchell      | Kocsis Mariann                     |
| Tantor, elefánt                            | Jim Cummings        | Kerekes József                     |
| Merkus                                     | Jim Cummings        | Borbiczki Ferenc                   |
| Johannes Niels                             | John O’Hurley       | Németh Gábor                       |
| Archimedes Q. Porter professzor, Jane apja | Jeff Bennett        | Dobránszky Zoltán                  |
| Robert (Bobby) Canler                      | Jeff Bennett        | Kautzky Armand                     |
| Renard Dumont                              | René Auberjonois    | Tahi Tóth László                   |
| Nigel Taylor                               | Alexis Denisof      | Sztarenki Pál                      |
| Eleanor                                    | Nicollette Sheridan | Vándor Éva                         |
| Greenly                                    | Grey DeLisle        | Dögei Éva                          |
| Hazel                                      | Tara Strong         | Detre Annamária                    |
| hajóskapitány                              | N/A                 | Végh Ferenc                        |

## A film készítése
A filmet a Tarzan legendája című animációs sorozat három olyan epizódjából állították össze, amely a filmbemutató idején még nem került adásba (The British Invasion, The Volcanic Diamond Mine, The Flying Ace).[forrás?]